# Lost in Mississippi
Lost in Mississippi je americký dokumentární film z roku 1996. Natočil jej režisér Jim Chambers. Pojednává o zločincích ve státě Mississippi, přičemž důraz je kladen na vyšetřování údajné sebevraždy jednoho z vězňů, Cedrica Walkera. Jeho rodiny s označením za sebevraždu nesouhlasila. Dále se zaměřuje na rostoucí počet sebevražd převážně afroamerických vězňů. Autorem originální hudby k filmu je Daniel Lanois. Na jeho stříhání spolupracovaly Nancy Baker a Paula Heredia. Na počátku bylo natočeno přibližně tři sta hodin materiálu, přičemž do stovky jej sestříhala Nancy Baker a následně si přizvala Paulu Herediu. Snímek byl uveden v roce 1996 na newyorském festivalu Human Rights Watch Festival a následně byl distribuován společností Fieldhands Productions. Na festivalu Cinequest Film Festival v San José byl nominován na cenu za nejlepší dokumentární film.